# 114990 Szeidl
A 114990 Szeidl (ideiglenes jelöléssel 2003 QV69) a Naprendszer kisbolygóövében található aszteroida. Sárneczky Krisztián és Sipőcz Brigitta fedezte fel 2003. augusztus 26-án.
Sárneczky és Sipőcz egyéb, a korábbi napokban talált kisbolygók követése közben talált rá. Később 1994-ig visszamenően három évből is találtak archív felvételeket róla, ám sorszámot csak 2005-ben kapott. Nevét Szeidl Béla csillagászról kapta, aki 1974 és 1996 között a Konkoly Obszervatórium igazgatója, 1985 és 1988 között pedig a Nemzetközi Csillagászati Unió Változócsillag Bizottságának elnöke volt, valamint az RR Lyrae típusú változócsillagok nemzetközileg elismert szaktekintélye.